# 1836
Cette page concerne l'année 1836 (MDCCCXXXVI en chiffres romains) du calendrier grégorien.
L'année 1836 est une année bissextile qui commence un vendredi.

## Événements
- Octobre : troubles contre la levée en masse au Liban[1]. Rupture entre les administrateurs libanais et égyptiens : les Égyptiens procèdent à une conscription chez les Alaouites, les Druzes et les Métoualis. Ces communautés se révoltent à tour de rôle durant cinq mois. Les Égyptiens, d’abord accueillis en libérateurs, sont progressivement rejetés par la population. Ils taxent de façon jugée excessive la production agricole et la soie en particulier.
- 26 novembre : en réaction au rapprochement russo-perse, les britanniques se tournent vers l’Afghanistan, où est envoyée une mission commerciale dirigée par Alexander Burnes. Elle arrive à Kaboul le 20 septembre 1837, mais échoue à persuader Dost Mohammed Khan à renvoyer les agents russes (fin le 27 avril 1838)[2].

- 10 décembre : abolition de la traite des esclaves dans les possessions portugaises[3].

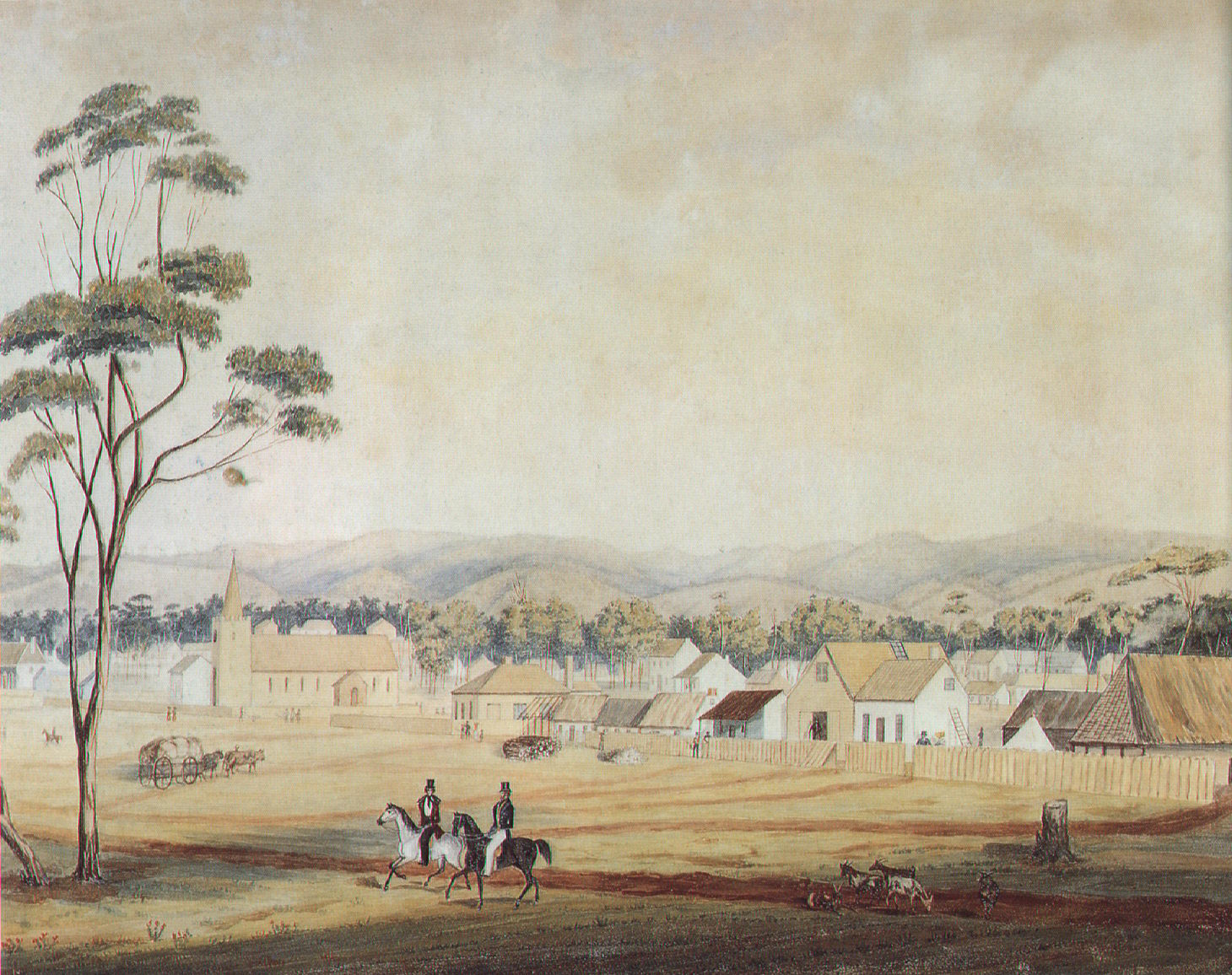
Adélaïde en 1839

- 28 décembre : une compagnie privée s’établit à Adélaïde. Proclamation de la colonie d’Australie du Sud[4].

### Afrique
- 13 janvier, Algérie : prise de Tlemcen. Le général Clauzel décide la reprise des hostilités. Il s’empare de Mascara (décembre 1835) puis de Tlemcen (janvier 1836) où il installe une garnison. Puis il soumet les tribus du Cheliff en mars et chasse le représentant de l’émir à Médéa, déserté par sa population (4 avril). Considérant que la menace est conjurée à l’ouest, il destitue le bey de Constantine et nomme à sa place le chef d’escadron Youssouf, qui s’établit provisoirement à Bône[5].
- 25 avril : combat de Sidi Yacoub. Abd el-Kader organise une contre-offensive et bat les troupes du général d'Arlanges sur la Tafna. Un corps expéditionnaire commandé par le général Bugeaud est envoyé de France pour dégager le camp français établi à l’embouchure de la Tafna[6].
- 5 juin : départ d’Antananarivo de la première ambassade malgache en Europe. Elle passe par Maurice puis arrive à Londres le 19 février 1837 et est reçu par Palmerston et la reine Victoria. Elle rencontre à Paris Louis-Philippe et le comte Molé, puis rentre à Toamasina le 17 octobre 1837[7]. Elle rencontre peu de succès.
- Juin : un institut de langues étrangères  (madrasa al-alsun) est inauguré au Caire et sa direction est confiée en janvier 1837 à Rifa'a al-Tahtawi[8]. En Égypte, Mohamed Ali, convaincu de la nécessité de constituer un corps de fonctionnaires national, développe l’enseignement supérieur.
- 6 juillet : Bugeaud bat les troupes de l’émir à la Sikkak, mais rembarque aussitôt pour la France[6].
- 16 septembre : traité de paix et d’amitié entre le Maroc et les États-Unis signé à Meknès[9].
- 10 octobre : les Nguni de Nxaba attaquent Sofala et ravagent les alentours[10].

- 16 octobre : les Ndébélés sont repoussés par les Boers à la bataille de Vegkop[11]. Les Ndébélés se heurtent à la résistance organisée des Griquas et des Korana, et plus encore aux Boers qui détruisent leur village principal et occupent leurs terres (1836-1837)[12].
- 8 - 24 novembre : échec de l’expédition de Constantine. Clauzel, qui veut attaquer Constantine, se voit refuser des renforts par le président du Conseil Molé. Il réunit cependant 7 000 hommes, mais sa première expédition est battue[6].

### Amérique
- 20 janvier : traité d’amitié, de commerce, de paix et de navigation signé à Caracas entre les États-Unis et le Venezuela[13].
- 23 février-6 mars : siège et prise de Fort Alamo par les Mexicains se soldant par la mort des 189 défenseurs[14].

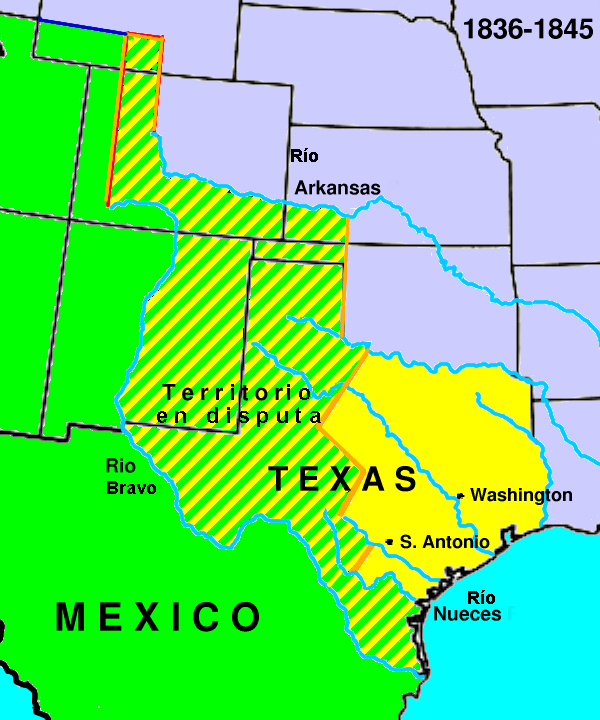
La république du Texas, 1836-1845

- 2 mars : la république du Texas proclame son indépendance par rapport au Mexique[15].
- 27 mars : massacres de 342 texans à Goliad[14].
- 21 avril : les forces texanes de Sam Houston battent l’armée mexicaine et capturent Santa Anna à la bataille de San Jacinto. fin de la révolution texane[14].
- 23 mai : début de la seconde guerre Creek aux États-Unis[16].
- 15 juin : l’Arkansas devient le vingt-cinquième État de l’Union américaine[17].
- 16 juillet, Uruguay : le libéral Fructuoso Rivera se révolte contre Manuel Oribe qui a formé une commission pour examiner les dépenses faites pendant son mandat ; début de la guerre civile uruguayenne (1836-1839)[18].

- 5 septembre : Sam Houston est élu président de la république du Texas[19] (1836-1838 ; 1841-1844).
- 11 septembre : proclamation de la République riograndense au Brésil[20].
- 19 septembre, guerre civile en Uruguay : victoire des  blancos sur les colorados à la bataille de Carpintería[18].

- 28 octobre : décret de formation de la Confédération péruvio-bolivienne à l’initiative du maréchal Santa Cruz (1837-1839)[21]. Le Chili se sent menacé et lui déclare la guerre le 28 décembre[22].
- 7 décembre : élection de Martin Van Buren comme président des États-Unis[23].
- 28 décembre : l’Espagne reconnaît l’indépendance du Mexique[24].
- 30 décembre : publication d’une nouvelle Constitution conservatrice et unitaire au Mexique sous le titre de « Siete Leyes »[25].

### Europe
- 4 janvier : massacre de 120 prisonniers carlistes à Barcelone[26].
- 22 février : premier ministère Thiers en France[27].
- 17 février : la Prusse, l’Autriche et la Russie occupent militairement la république de Cracovie à la suite de troubles sociaux (fin en 1841)[28].
- 16 juin : création de la London Working Men’s Association, dans le but d’obtenir une réforme électorale du Parlement britannique[29] (800 000 électeurs pour 6 millions de personnes en âge de voter), par les artisans londoniens Francis Place et William Lovett. Elle publie un manifeste dénonçant le « Parlement pourri ». Dès 1837, elle compte une centaine de groupes locaux.
- 25 juin : attentat de Louis Alibaud contre Louis-Philippe Ier[27].
- 28 juillet : réorganisation de la police et de la justice en Irlande[30].
- 12 août : coup d’État libéral organisé au palais royal de la Granja en Espagne. Il contraint la régente Marie-Christine à rétablir la Constitution libérale de 1812 et à nommer un ministère radical[31].
- 13 août, Royaume-Uni : les Communes adoptent le Tithe Act, qui prend en compte les revendications des catholiques hostiles à la perception de la dîme destinée à l’entretien du clergé anglican qui touche tous les Irlandais[32]. Les Communes décrètent une amnistie fiscale, une réduction du taux de la dîme et sa conversion en rente foncière, mettant fin à la Tithe War (en), qui dure depuis 1831.
- 6 septembre : premier ministère Molé en France[27].
- 9 septembre : révolution septembriste au Portugal. Les partisans du retour à la constitution se soulèvent avec l’appui du peuple de Lisbonne et de l’armée. Ils rétablissent la constitution libérale de 1822, que jure la reine (10 septembre) et s’installent au pouvoir pour six années (1842)[33]. Les septembristes visent à doter le pays de structures d’autonomie et préparent l’avenir. Le mouvement, sans base populaire, est condamné à des alliances contre nature avec l’armée, et à l’échec.
- Septembre : interdiction en Russie du Télescope de Nadejdine pour avoir publié la Première Lettre philosophique de Tchaadaïev[34].
- 30 octobre : tentative de soulèvement de Strasbourg par le prince Louis-Napoléon Bonaparte[27].

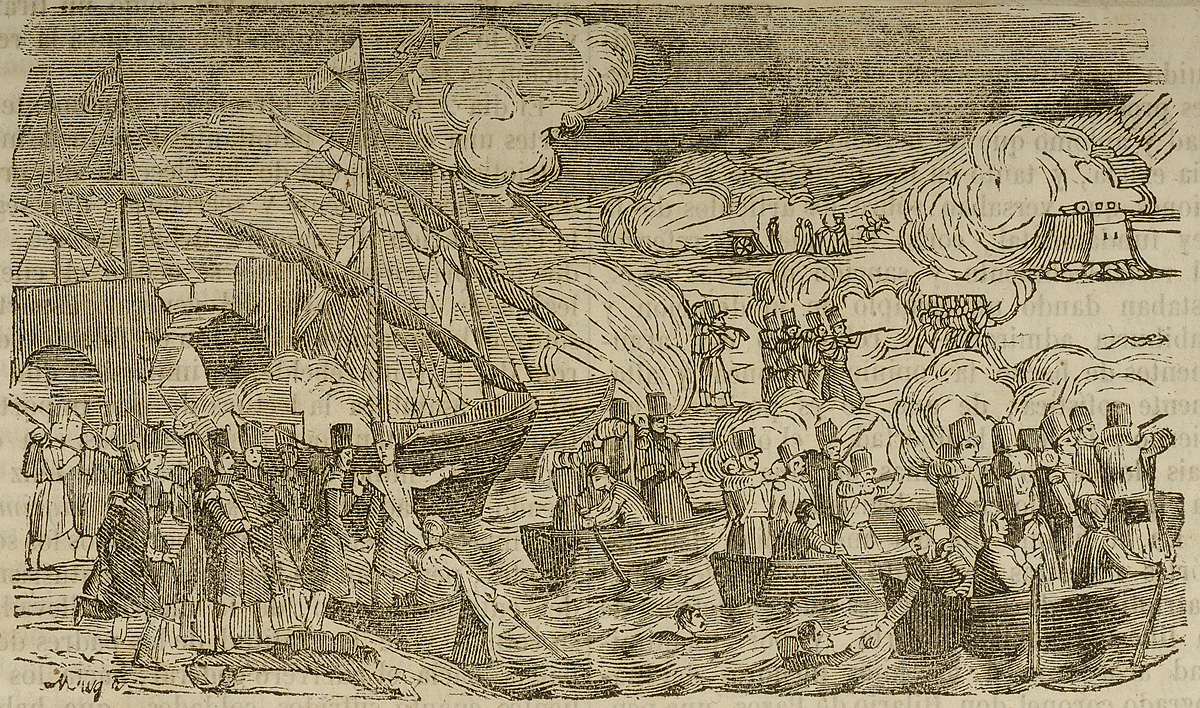
9 novembre-23 décembre : levée du siège de Bilbao après la victoire de Baldomero Espartero à Luchana pendant la première guerre carliste.

- 25 novembre : défaite des carlistes face à Ramon Maria Narvaez à la bataille de Majaceite[36].
- 28 novembre : fondation de l’université de Londres[37].
- 4 décembre, Poitiers : des Polonais en exil en France fondent la Société démocratique polonaise[38] qui rassemble, sur la base d’un texte modéré, des nobles et des démocrates.
- 27 décembre : attentat de Meunier contre Louis-Philippe Ier[27].

- Le député hongrois Lajos Kossuth (1802-1894), devient le chef parlementaire du « parti des réformes »[39].

## Naissances en 1836
- 2 janvier : Mendele-Mokher-Sefarim, écrivain russe de langue hébraïque et yiddish († 8 décembre 1917).
- 8 janvier : Sir Laurens Alma-Tadema, peintre britannique d'origine hollandaise († 25 juin 1912).
- 10 janvier : Auguste Mollard, orfèvre et peintre sur émail français († 21 septembre 1916).
- 11 janvier : Alexander Helwig Wyant, peintre américain spécialisé dans les paysages († 29 novembre 1892).
- 13 janvier : Giuseppe Abbati, peintre italien († 21 février 1868).
- 14 janvier : Henri Fantin-Latour, peintre et lithographe français († 25 août 1904).
- 23 janvier : Auguste Truphème, peintre académique français († 11 juin 1898).

- 1er février : Emil Hartmann, compositeur danois († 18 juillet 1898).
- 6 février : Maria Gugelberg von Moos, botaniste et illustratrice botanique suisse († 29 octobre 1918).
- 7 février : Josep Tapiró i Baró, peintre espagnol († 4 octobre 1913).
- 15 février : Louis Mullem, compositeur, journaliste, romancier et nouvelliste français († 21 juillet 1908).
- 21 février :
  - Léo Delibes, compositeur français († 16 janvier 1891).
  - Alfred Loudet, peintre français († 13 juillet 1898).
- 22 février : Mitrofan Belaïev, musicien, éditeur de musique et homme d'affaires russe († 4 janvier 1904).

- 14 mars : Jules Joseph Lefebvre, peintre français († 24 février 1911).
- 21 mars : Jesús de Monasterio, violoniste et compositeur espagnol († 28 septembre 1903).
- 23 mars : Hans Karl Georg von Kaltenborn-Stachau, homme politique allemand († 16 février 1898).
- 25 mars : Antoine Van Hammée, peintre belge († 6 janvier 1903).
- 28 mars :
  - Emmanuel Benner, peintre français († 24 septembre 1896).
  - Jean Benner, peintre français († 28 octobre 1906).

- 2 avril : Karolīne Kronvalde, féministe lettone († 23 octobre 1913).
- 3 avril : Carl Friedrich Deiker, peintre et illustrateur allemand († 19 mars 1892).
- 6 avril : Ronglu, prince, général et homme d'État chinois († 11 avril 1903).
- 11 avril : Euphémie Muraton, peintre française († 2 janvier 1914).
- 19 avril : Ferdinand Cheval, Facteur et Architecte français († 19 août 1924).
- 28 avril : Prosper Galerne, peintre français († 1922).

- 8 mai : Gustave Mohler, sculpteur, céramiste et peintre français († 30 août 1920).
- 9 mai : Antoine Aymès, officier de marine français († 28 février 1910).
- 14 mai : Wilhelm Steinitz, joueur d'échecs autrichien naturalisé américain († 12 août 1900).

- 1er juin : Jules Chéret, peintre et lithographe français († 23 septembre 1932).
- 9 juin :
  - Henry Arthur McArdle, peintre américain († 16 février 1908).
  - Guillaume Vogels, peintre belge († 9 janvier 1896).
- 14 juin : Léon Simon, peintre et dessinateur français († 23 novembre 1910).
- 18 juin :
  - Clement Francis Cornwall, homme politique canadien († 15 février 1910).
  - Louise Haenel de Cronenthall, compositrice autrichienne († 9 mars 1896).
- 23 juin : Marius Rey, peintre français († 1927).

- 8 juillet : Joseph Chamberlain, homme politique britannique († 2 juillet 1914).
- 11 juillet : Antônio Carlos Gomes, compositeur d'opéras brésilien († 16 septembre 1896).
- 16 juillet : Marietta Holley, humoriste américaine († 1er mars 1926).
- 17 juillet : Joseph Michon, médecin et homme politique français († 1904).
- 20 juillet : Ignace Hoff, héros du siège de Paris († 25 mai 1902).
- 26 juillet : Adriano Cecioni, peintre et sculpteur italien († 23 mai 1886).

- 10 août : Vittorio Avondo, peintre italien († 14 décembre 1910).
- 16 août : Agustín Perera, matador espagnol († 12 juin 1870).
- 19 août : Eugène Anthiome, compositeur français († 24 juillet 1916).
- 20 août : Albert Kappis, peintre et lithographe allemand († 18 septembre 1914).
- 23 août : Marie-Henriette de Habsbourg-Lorraine, archiduchesse d'Autriche, deuxième reine des Belges († 19 septembre 1902).
- 31 août : Félix De Baerdemaecker, peintre belge († 19 novembre 1878).

- 22 septembre : Paul Blanc, peintre, graveur et dessinateur français († 1er juillet 1910).
- 25 septembre : Edmond Eugène Valton, peintre et dessinateur français († septembre 1910).

- 9 octobre :
  - Joseph de Riquet de Caraman, diplomate et homme politique belge († 29 mars 1892).
  - Marie-Nicolas Saulnier de La Pinelais, officier de marine, peintre, aquarelliste et graveur français († 15 mars 1916).
- 15 octobre : Jacques-Joseph Tissot (James Tissot), peintre et graveur français († 8 août 1902).
- 18 octobre : Benjamin Constant Botelho de Magalhães, militaire, ingénieur, enseignant et homme d’État brésilien († 22 janvier 1891).
- 28 octobre : 
  - Homer Dodge Martin, peintre américain († 2 février 1897).
  - Khalīl al-Khūrī, propriétaire de presse ottoman († 26 octobre 1907).

- 1er novembre : Gustave Henri Eugène Delhumeau, peintre français († 8 juin 1911).
- 2 novembre : Pierre Billet, peintre français († 26 novembre 1922).
- 4 novembre : Eduardo Rosales, peintre espagnol († 13 novembre 1873).
- 14 novembre : Nikka Vonen, folkloriste, femme de lettres et enseignante norvégienne († 29 novembre 1933).
- 23 novembre : Stéphanos Skouloúdis, homme politique grec († 20 août 1928).

- 4 décembre : Quintino Bocaiúva, journaliste et homme politique brésilien († 11 juin 1912).
- 5 décembre : Vincenzo Vannutelli, cardinal italien de la Curie romaine († 9 juillet 1930).
- 12 décembre : Axel Olof Freudenthal, professeur finlandais († 2 juin 1911).
- 13 décembre : Franz von Lenbach, peintre allemand († 6 mai 1904).
- 15 décembre : Eugénie Salanson, peintre française († 23 juillet 1912).
- 24 décembre : Joaquín Agrasot, peintre espagnol († 8 janvier 1919).
- 31 décembre : Caroline de Maupeou, peintre française († 29 septembre 1915).

- Date inconnue :
  - Luigi Borgomainerio, graveur et caricaturiste italien († 1876).
  - Oreste Cortazzo, peintre et graveur italien († 1910).
  - Alfonso Savini, peintre italien  († mars 1908).

## Décès en 1836
- 7 janvier : Thomas Henry, peintre et mécène français (° 2 mars 1766).
- 21 janvier : André Étienne Justin Pascal Joseph François d'Audebert de Férussac naturaliste et militaire français (° 30 décembre 1786).
- 23 janvier : Charles Yves César Cyr du Coëtlosquet, général de division français du Premier Empire (° 21 juillet 1783).
- 31 janvier : Marc-Antoine Descamps, peintre français (° 24 juin 1742).
- 10 février : Marie-Anne Pierrette Paulze,  peintre et illustratrice française (° 20 janvier 1758).
- 9 mars : Antoine Destutt de Tracy, philosophe idéologue (° 20 juillet 1754).
- 17 mars :  Caroline Boissier-Butini, pianiste et compositrice suisse (° 2 mars 1786).
- 3 avril : Achille Allier, historien français (° 2 juillet 1807).
- 7 avril : William Godwin, philosophe politique et romancier anglais (° 3 mars 1756).
- 7 mai : Norbert Burgmüller, compositeur et pianiste allemand (° 8 février 1810).
- 10 juin : André-Marie Ampère, mathématicien, physicien, chimiste et philosophe français (° 20 janvier 1775).
- 20 juin : Emmanuel-Joseph Sieyès, homme politique, académicien français (fauteuil 31) (° 3 mai 1748).
- 26 juin : Rouget de Lisle, officier français du Génie, poète et auteur dramatique, il est le père de la Marseillaise (° 10 mai 1760).
- 28 juin : James Madison, Président des États-Unis (° 16 mars 1751).
- 6 juillet : François de Robiano, homme politique belge (° 23 décembre 1788).
- 19 juillet : Jean Lefebvre de Cheverus, cardinal français (° 28 janvier 1768).
- 14 septembre :  Vincenzo Lavigna, compositeur, claveciniste et pédagogue italien (° 21 février 1776).
- 17 septembre : Antoine-Laurent de Jussieu, botaniste français (° 12 avril 1748).
- 23 septembre : La Malibran, née Marie Garcia, chanteuse d'opéra (° 24 mars 1808).
- 6 octobre : Johannes Rienksz Jelgerhuis, peintre graveur et acteur néerlandais (° 24 septembre 1770).
- 6 novembre : Charles X, ex-roi de France, comte de Ponthieu, aîné des Capétiens et chef de la maison de France, à Gorizia (° 9 octobre 1757).
- 4 décembre : Richard Westall, dessinateur, aquarelliste, graveur et peintre britannique (° 13 janvier 1765).
- 5 décembre : Charles Motte, lithographe français (° 1785).
- 29 décembre : Johann Baptist Schenk, compositeur autrichien période classique (° 30 novembre 1753).
- 30 décembre : James Graham, 3e duc de Montrose, noble et homme politique britannique (° 8 septembre 1755).
- Date inconnue :
  - Léonor Mérimée, littérateur, peintre et chimiste français (° 16 septembre 1757).
  - Francesco Novelli, illustrateur, graveur et peintre italien (° 1764).